# Nazuna米
nazuna 米（なずな まい）は、日本の女性声優。担当は主にアダルトゲーム。

## 出演
太字はメインキャラクター。

### アダルトゲーム

#### 2010年
- あるぴじ学園（柊茉莉）[1]
- あるぴじ学園1.5（柊茉莉）

#### 2011年
- A.G.II.D.C. 〜あるぴじ学園2.0 サーカス史上最大の危機!?〜（柊茉莉）[2]
- 水夏弐律（阿藤遥）[3]

#### 2012年
- fortissimo EXS//Akkord:nächsten Phase（雨宮綾音）[4]

### 一般向ゲーム
- けい☆てん〜ハトでもわかる激萌え麻雀〜（2010年、桐沢美咲）[5]
- fortissimo FA//Akkord:nächsten Phase（2013年、雨宮綾音）

## ディスコグラフィ

### その他参加楽曲
| 発売日        | 商品名                        | 歌       | 楽曲                | 備考                                       |
| ------------- | ----------------------------- | -------- | ------------------- | ------------------------------------------ |
| 2010年11月5日 | あるぴじ学園 ボーカルアルバム | nazuna米 | 「あ・る・ぴ・じ♪」 | PCゲーム『あるぴじ学園』オープニングテーマ |
| 2010年11月5日 | あるぴじ学園 ボーカルアルバム | nazuna米 | 「Going my way☆」   | PCゲーム『あるぴじ学園』エンディングテーマ |

## その他
- ゲーム『けい☆てん〜ハトでもわかる激萌え麻雀〜』プロデューサー担当